# Q (SAB)
Q är ett signum i SAB.

## QEkonomiochnäringsliv
- Qa Nationalekonomi och finansväsen
  - Qaa Ekonomisk teori
    - Qaaa Doktrinhistoria
    - Qaab Ekonomiska teorier och system
      - Qaaba Teorier före 1850
        - Qaabac Merkantilismen
        - Qaabad Fysiokraterna
        - Qaqbae Klassisk nationalekonomi

      - Qaabb Teorier 1850–
        - Qaabba Socialistiska teorier
        - Qaabbb John Maynard Keynes

      - Qaabc Teorier efter Keynes (1946–)
      - Qaabm Ekonomiska system: Marknadsekonomi
      - Qaabn Ekonomiska system: Blandekonomi
      - Qaabo Ekonomiska system: Planekonomi

    - Qaac Ekonomisk teori: speciella frågor
      - Qaaca Värdeteori och pristeori
        - Qaacab Tillgång och efterfrågan

      - Qaacb Fördelningslära
      - Qaacc Produktion
        - Qaacca Arbete och löner

      - Qaace Konsumtion
        - Qaacea Sparande
        - Qaaceb Investeringar

      - Qaacf Välfärdsteori
      - Qaacg Ekonomisk tillväxt och utveckling
      - Qaach Handelsteori

  - Qab Ekonometri
  - Qac Konjunkturteori och konjunkturlära
  - Qad Ekonomiska förhållanden
    - Qada Privat äganderätt
    - Qadb Monopol och konkurrens
      - Qadba Monopol och oligopol
      - Qadbb Karteller och truster

    - Qadc Statlig reglering av näringslivet
      - Qadcb Regional- och lokaliseringspolitik
      - Qadcc Industripolitik
        - Qadcca Statligt företagande

      - Qadck Krigs- och krisekonomi

    - Qadd Interstatligt ekonomiskt samarbete
    - Qade Världsekonomi
    - Qadg Tjänster
    - Qadh Industri
    - Qadi Handel
    - Qadj Inkomst- och förmögnehtsfördelning
    - Qadk Tekniköverföring
    - Qadn Naturresurser
    - Qadu U-länderna

  - Qae Penning- och bankväsen
    - Qaea Penningväsen
      - Qaeab Penningvärde
      - Qaeac Myntfot
      - Qaeae Ränta och diskonto
      - Qaeaf Växelkurser

    - Qaeb Bank- och kreditväsen
      - Qaeba Centralbanker
      - Qaebb Affärsbanker
      - Qaebc Sparbanker
      - Qaebd Hypoteksinstitut
      - Qaebe Jordbruks- och föreningskassor
      - Qaebf Industribanker
      - Qaebg Finans- och investeringsbolag
      - Qaebk Kreditväsen

    - Qaec Börsväsen
      - Qaeca Aktier och obligationer

    - Qaed Internationella kapitalrörelser
      - Qaeda Utlandsinvesteringar
      - Qaedb Multinationella företag

  - Qaf Finansväsen med finansrätt
    - Qafa Statshushållning
    - Qafb Finansförvaltning
      - Qafba Skatter
        - Qafbaa Direkta skatter
        - Qafbab Indirekta skatter
        - Qafbac Arbetsgivaravgifter
        - Qafcag Taxering, uppbörd och självdeklaration

    - Qafc Tullväsen
- Qb Företagsekonomi
  - Qba Företagsorganisation, företagsformer och företagsledning
    - Qbaa Organisation och administration
      - Qbaab Organisationslära
      - Qbaaf Administrativ rationalisering
      - Qbaaj Projektadministration

    - Qbab Ledning, arbetsledning
      - Qbabb Beslutsfattande

    - Qbac Informations- och kommunikationsfrågor
    - Qabj Företagsetablering och -avveckling
    - Qabk Konsultverksamhet
    - Qban Företagsformer
      - Qbana Multinationella företag
      - Qbanb Små- och medelstora företag

  - Qbb Standardisering
  - Qbc Redovisning
    - Qbca Handelsräkning
    - Qbcb Bokföring
      - Qbcbk Kontoplaner

    - Qbcc Kostnads- och intäktsfrågor
      - Qbccb Budgetering
      - Qbccc Investering och investeringskalkyl
      - Qbccd Kostnader

    - Qbcd Finansiering
    - Qbce Balans, värdering och årsredovisning
      - Qbcea Balans och värdering
      - Qbceb Årsredovisning
      - Qbcec Koncernredovisning
      - Qbced Intern redovisning
      - Qbcee Extern redovisning
      - Qbcef Inflationsredovisning
      - Qbceg Social redovisning
      - Qbcem Miljöredovisning

    - Qbcf Revision
      - Qbcfa Intern revision och kontroll
      - Qbcfb Extern revision

  - Qbd Anläggningar och inventarier
    - Qbda Lokalisering
    - Qbdb Lokaler och inventarier

  - Qbf Personaladministration
    - Qbfa Personalsocial verksamhet
    - Qbfb Rekrytering, anställning och personalutveckling
      - Qbfbc Personalutveckling

    - Qbfd Samarbetsfrågor
    - Qbfe Löner och anställningsvillkor

  - Qbg Kontorsteknik
    - Qbga Kontorsinventarier och -maskiner
    - Qbgb Affärskorrespondens (språkindelning enligt F (SAB))
    - Qbgc Registreringsteknik
    - Qbgd Blanketteknik
    - Qbge Stenografi
    - Qbgf Ordbehandling, maskinskrivning och kopiering

  - Qbi Driftsorganisation
    - Qbia Driftsplanering, kontroll och arbetsanalys
      - Qbiaa Arbetsformer
      - Qbiab Produktionskontroll

    - Qbic Arbetsstudier
    - Qbid Rationalisering
    - Qbif Forsknings- och utvecklingsverksamhet
      - Qbifd Produktutveckling

  - Qbk Materialadministration
    - Qbka Lagerorganisation
    - Qbkb Förpackning
    - Qbkc Transportorganisation
    - Qbkd Inköpsorganisation

  - Qbl Försäljningsorganisation och marknadsföring
    - Qbla Försäljningsorganisation
    - Qblb Marknadsföring
    - Qbln Distributionskanaler
    - Qblo Betalningsvillkor

  - Qbm Reklam och PR
    - Qbmc Reklam i tryckta medier
    - Qbme Reklam i radio, TV och film
    - Qbmg Direktreklam
    - Qbmm Reklamens utformning
    - Qbmo Reklamkontroll
    - Qbmr Public relations
- Qc Hem och hushåll
  - Qca Mat och dryck
    - Qcaa Matlagning
      - Qcaaa Förrätter
      - Qcaab Smörgåsar
      - Qcaac Soppor
      - Qcaad Grönsaker och sallader
      - Qcaae Pasta-, ost- och risrätter
      - Qcaaf Såser och salladsdressingar
      - Qcaak Kötträtter
      - Qcaal Fiskrätter
      - Qcaam Efterrätter
      - Qcaat Särskilda tillagningsförfaranden

    - Qcab Matlagning för speciella grupper och ändamål
      - Qcaba Barnmat
      - Qcabb Diet (kosthållning)mat
      - Qcabc Vegetarisk mat
      - Qcabd Särskilda länder och områden

    - Qcad Hemkonservering och djupfrysning
      - Qcada Hemkonservering
      - Qcadb Djupfrysning

    - Qcae Bakning
    - Qcaf Drycker
    - Qcai Dukning och servering
    - Qcam Matberedningsmaskiner och husgeråd

  - Qcb Hemmets vård
    - Qcba Heminredning
    - Qcbb Tvätt
    - Qcbc Städning och rengöring
    - Qcbu Utrotning av skadedjur

  - Qcc Kläder och sömnad
    - Qcca Handarbete
      - Qccaa Stickning
      - Qccab Virkning
      - Qccac Knyppling
      - Qccad Broderi

    - Qccb Vävning
      - Qccba Linnevävning
      - Qccbb Mattvävning
      - Qccbc Bandvävning
      - Qccbd Bildvävning

    - Qccc Sömnad
      - Qccca Klädsömnad
        - Qcccaa Barnkläder
        - Qcccab Herrkläder
        - Qcccac Damkläder

      - Qcccd Lappning och lagning

  - Qcd Personlig hygien
  - Qcg Umgängeskonst, etikettregler och andra personliga förhållanden
  - Qci Privatekonomi
- Qd Lantbruk
  - Qda Lantbruksekonomi
  - Qdb Lantbrukets byggnader, redskap och maskiner
    - Qdba Lantbruksbyggnader
    - Qdbb Jordbruksredskap och -maskiner

  - Qdc Jordbrukslära
    - Qdca Marklära
    - Qdcb Jordens bearbetning
    - Qdcc Gödningsmedel och gödsling

  - Qdd Växtodlingslära
    - Qdda Skörd, lagring, fröodling, frökontroll, växtförädling
    - Qddb Alternativa odlingsformer
    - Qddd Åkerbruksväxterna
      - Qddda Sädesslagen
      - Qdddb Trindsäd
      - Qdddc Rotfrukter och potatis
      - Qdddd Vallväxter och andra grönfoderväxter
      - Qddde Olje- och spånadsväxter
      - Qdddf Njutningsmedel och medicinalväxter

  - Qde Växtsjukdomar, skadedjur och växtskydd
    - Qdea Växtsjukdomar och skadedjur
    - Qdeh Växtskydd

  - Qdf Husdjurslära
    - Qdfa Betes- och djurfoder
    - Qdfb Veterinärmedicin
    - Qdfd Hästar
    - Qdfe Nötkreatur
    - Qdff Renar
    - Qdfg Får och getter
    - Qdfh Svin
    - Qdfi Fjäderfä
    - Qdfj Hundar och katter
      - Qdfja Hundar
      - Qdfjb Katter

    - Qdfk Bin
    - Qdfl Kaniner och pälsdjur
    - Qdfm Akvarier, terrarier, burfåglar
      - Qdfma Akvarier
      - Qdfmb Terrarier
      - Qdfmc Burfåglar

    - Qdfn Marsvin, hamstrar och övriga mindre husdjur
    - Qdfö Övriga husdjur

  - Qdg Mjölkproduktion
  - Qdh Äggproduktion
  - Qdi Köttproduktion
- Qe Trädgårdsskötsel
  - Qec Trädgårdsarbete
    - Qeca Trädgårdens marklära
    - Qecb Jordens bearbetning
    - Qecc Trädgårdsgödsling

  - Qed Köksväxtodling
    - Qedk Kryddväxter

  - Qee Frukt- och bärodling
  - Qef Prydnadsväxtodling
    - Qefk Inomhusväxter
    - Qefz Särskilda prydnadsväxter
- Qf Skogsbruk
  - Qfb Skogsekonomi
  - Qfd Skogsbotanik
  - Qfe Skogsvård
  - Qfh Avverkning och transport
  - Qfj Skogsuppskattning och virkesmätning
  - Qfk Flottning och sortering
- Qg Jakt och fiske
  - Qga Jakt
    - Qgac Jaktmetoder och jaktredskap
    - Qgad Viltvård
    - Qgah Jaktskildringar

  - Qgb Fiske
    - Qgba Sportfiske
      - Qgbaa Metoder och redskap

    - Qgbb Fiskodling
    - Qgbc Fiskemetoder och -redskap
    - Qgbd Fiskevård
    - Qgbh Fiskeskildringar
    - Qgbo Fångst av havsdäggdjur
    - Qgbp Fångst och odling av skaldjur, kräftdjur m.m.
- Qi Handel
  - Qia Handelsteknik
  - Qik Varukännedom
  - Qil Handelskalendrar och -lexikon
  - Qim Handel med speciella varor
    - Qimi Konst, musik, teater, film, fotokonst
    - Qimp Teknik, industri och kommunikationer
    - Qimr Idrott, lek och spel
    - Qims Vapenhandel
    - Qimv Medicin

  - Qis Marknader och varumässor
  - Qiv Handelskammare och handelsrepresentation
- Qj Post- och televäsen
  - Qjf Postväsen
    - Qjfb Frimärken

  - Qjg Televäsen
- Qm Hotell och turistväsen
- Qz Särskilda företag